# Éric Di Meco
Éric Di Meco (Avignon, 7 september 1963) is een Frans voormalig voetballer die als linkerverdediger speelde.

## Clubcarrière
Di Meco begon zijn loopbaan in 1981 bij Olympique Marseille. In het seizoen 1986/87 werd hij aan AS Nancy verhuurd en een seizoen later aan FC Martigues. Hierna speelde hij tot 1994 weer bij Marseille waarmee viermaal de Ligue 1 won, eenmaal de Coupe de France en in 1993 de UEFA Champions League. Hij sloot zijn loopbaan in 1998 af bij AS Monaco waarmee hij in 1997 ook de Ligue 1 won.

## Interlandcarrière
Voor het Frans voetbalelftal speelde Di Meco 23 wedstrijden. Met Frankrijk won hij de Kirin Cup in 1994 en nam hij deel aan Euro 1996. Daar speelde hij ook zijn 23ste en laatste interland voor Les Bleus: op 10 juni tegen Roemenië (1-0). Onder leiding van bondscoach Michel Platini maakte hij zijn debuut op 14 augustus 1989 in de vriendschappelijke uitwedstrijd tegen Zweden (2-4).

## Erelijst
Olympique Marseille
- UEFA Champions League

1993
- Frans landskampioen

1989, 1990, 1991, 1992, 1997
- Frans bekerwinnaar

1989